# Kantar Ibope Media (Argentina)
IBOPE es una empresa de servicios dedicada a realizar mediciones de audiencia en los medios de comunicación en Argentina, de televisión, radio, publicidad exterior y TGI (Target Group Index).

## Historia
Ibope fue fundado en Brasil en 1942 por Auricélio Penteado.
En Argentina sus actividades comenzaron en 1992. En 1993, con people meters en hogares de Buenos Aires, comenzó a entregar datos al mercado.
En junio de 1999, el accionista de IBOPE Argentina adquirió las acciones de Mercados & Tendencias, y así se constituyó en la única medidora de audiencia en la Argentina, pero en 2014 el gobierno de Cristina Fernández de Kirchner dio impulso para crear una nueva medidora competidora llamada Sifema quien está encargada de medir la audiencia en ámbito nacional, ya que IBOPE sólo mide 4 provincias del interior del país y presentó serios errores al momento de medir las audiencias.

## Mediciones
La empresa se encarga de medir el rating de los programas de la televisión argentina por medio de people meters. Posteriormente doptó el social meter, para indagar el impacto social de los programas.
Algunos de los canales son: América, TV Pública, Canal 9, Telefe, El Trece, TN, Canal 26, Disney Channel, Utilísima, TyC Sports, C5N, Crónica TV, entre otros.